# Вільяр-де-ла-Єгуа
Вільяр-де-ла-Єгуа (ісп. Villar de la Yegua) — муніципалітет в Іспанії, у складі автономної спільноти Кастилія-і-Леон, у провінції Саламанка. Населення — 205 осіб (2010).
Муніципалітет розташований на відстані близько 260 км на захід від Мадрида, 90 км на захід від Саламанки.
На території муніципалітету розташовані такі населені пункти: (дані про населення за 2010 рік)
- Баркілья: 43 особи
- Серранільйо: 29 осіб
- Вільяр-де-ла-Єгуа: 133 особи

## Демографія
Динаміка населення (INE ):

## Галерея зображень

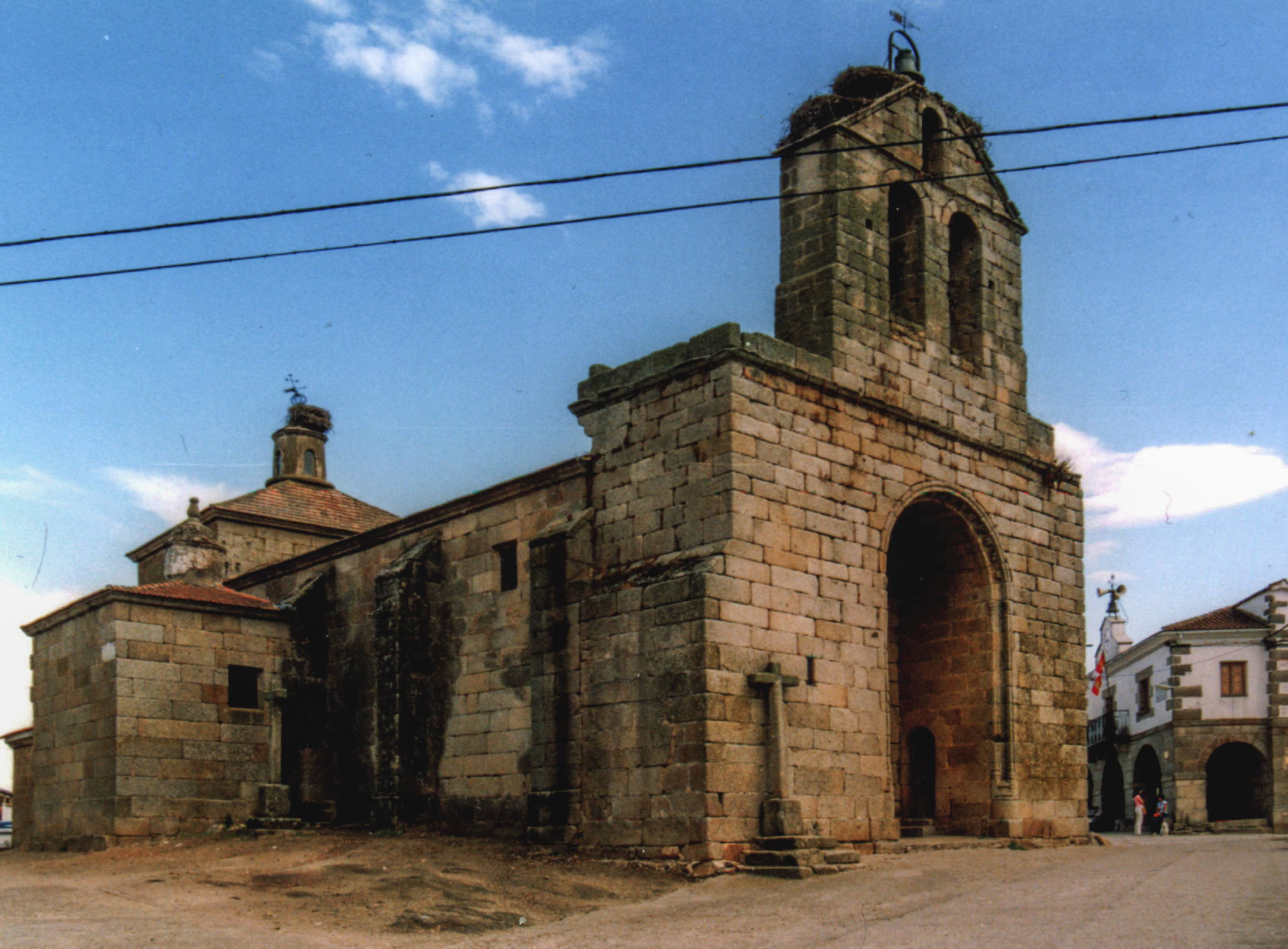
Парафіяльна церква Сан-Хуан-Баутіста

## Зовнішні посилання
- Провінційна рада Саламанки: індекс муніципалітетів [Архівовано 23 квітня 2009 у Wayback Machine.]
- Посилання на Google Maps